# Чобан, Митрофан Михайлович
Митрофан Михайлович Чобан (Чобану) (рум. Mitrofan Cioban; 5 января 1942, Копчак, Румыния — 2 февраля 2021, Кишинёв) — советский и молдавский математик, специалист в области топологии, член Академии наук Молдовы (2000)

## Биография
Родился в Копчаке в уезде Тигина Королеввства Румынии (ныне — Штефан-Водский район Молдавии) в семье Михаила и Теклы Чобанов. В 17 лет поступил на физико-математический факультет Тираспольского государственного университета, через год перевёлся на мехмат МГУ, где начал посещать топологический семинар Павла Александрова. В 1969 году под руководством Александра Архангельского защитил кандидатскую диссертацию «Свойства частных отображений и классификация пространств». В 1970 году вернулся в Тираспольский государственный университет в качестве преподавателя, где подготовил 17 кандидатов наук; занимал должность проректора, а затем ректора. В 1980 году защитил докторскую диссертацию.
С 1999 года занимал пост президента Математического общества Республики Молдова.

## Научные интересы
К областям научных интересов Чобана относились топологическая алгебра, теория множеств, функциональный анализ, теория топологической оптимизации.

## Публикации
- Józef Chaber, M. Čoban, Keiô Nagami. On monotonic generalizations of Moore spaces, Čech complete spaces and p-spaces (англ.) // Fundamenta Mathematicae. — 1974. — Vol. 84, iss. 2. — P. 107–119. — doi:10.4064/fm-84-2-107-119.
- Alexander V. Arhangel'skii, M. M. Choban. Remainders of rectifiable spaces (англ.). — 2010. — Vol. 157, iss. 4. — P. 789–799. — doi:10.1016/j.topol.2009.08.028.